# Andrena marginata
Andrena marginata là một loài ong trong họ Andrenidae. Loài này được Fabricius miêu tả khoa học đầu tiên năm 1776.